# 纳爱斯

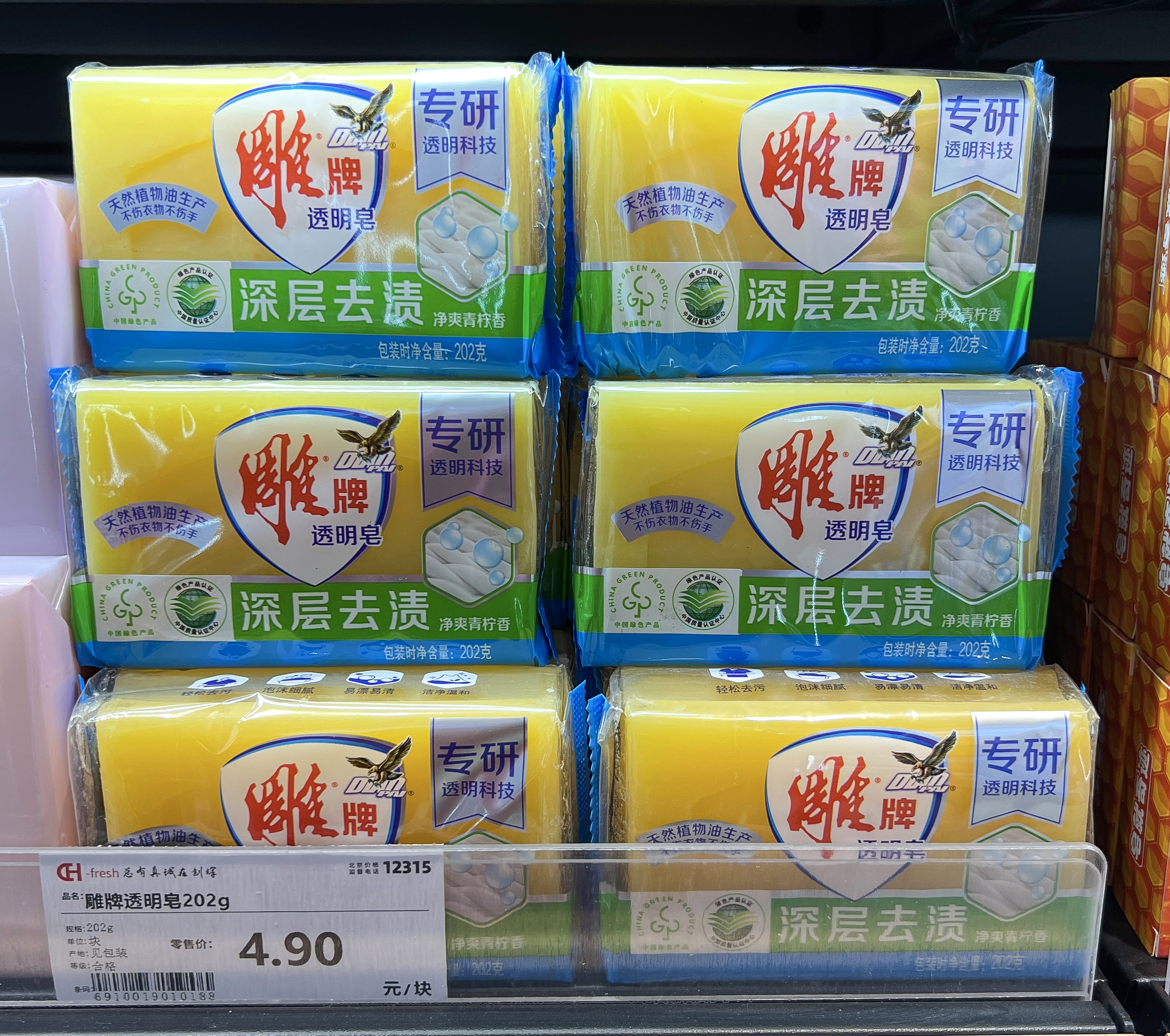
雕牌透明皂（洗衣皂）

纳爱斯集团（英語：Nice Group Co.,Ltd.）是中国浙江省丽水市的一家日化企业。

## 历史
前身是创建于1968年的丽水五七化工厂。1993年，原为国营企业的丽水五七化工厂进行股份制改造，改名为纳爱斯。现在纳爱斯是中国大型日化企业之一，拥有雕牌、超能等中国日用品品牌。纳爱斯在湖南省益阳市、四川省成都市、河北省正定县、吉林省四平市、新疆自治区乌鲁木齐市、江苏省太仓市设有生产基地。2015年收購台灣品牌妙管家。

## 旗下品牌
- 雕牌
- 超能
- 妙管家
- 100年润髮